# Francesco Pavone
Francesco Pavone (Savona, 1º marzo 1991) è un ex nuotatore italiano, vincitore della medaglia di bronzo nei 200 m farfalla ai Giochi del Mediterraneo 2013.

## Palmarès
- Giochi del Mediterraneo

Mersin 2013: bronzo nei 200 m farfalla